# Palmarès
Palmarès è un termine francese di origine latina, il cui significato originale al plurale era «degni della palma, della vittoria» o «eccellenti».
Il termine ha due significati: «lista di premiati in una competizione» e «lista di successi»; si adopera spesso in ambito sportivo, dove palmarès viene usato come sostantivo singolare e indica l'elenco dei titoli e dei trofei vinti da un atleta o da una squadra, mentre un albo d'oro elenca i vincitori delle singole edizioni di una competizione.
La parola viene usata tuttavia anche in altri contesti, come quello cinematografico.